# Ducado de Valencia
El ducado de Valencia fue creado el 16 de noviembre de 1845, por la reina Isabel II a favor del capitán general Ramón María Narváez y Campos para recompensar los servicios del desembarco de Narváez en Valencia (1843) donde sometió a los últimos reductos esparteristas. El título nobiliario permaneció activo en una primera etapa desde 1847 hasta bien entrado el siglo XX, habiendo sido recuperado de nuevo en 2006.

## Antecedentes

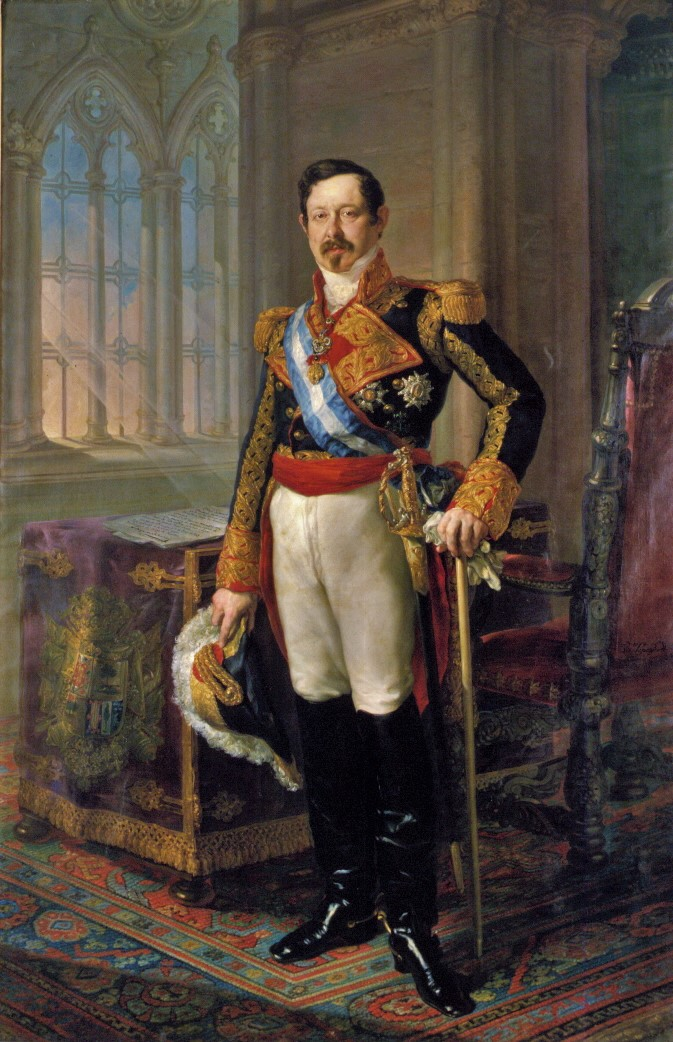
Ramón María Narváez, primer duque de Valencia. Vicente López Portaña. (Museo de Bellas Artes de Valencia).

Pese a que la creación del ducado contravenía todos los privilegios concedidos a la ciudad y el Reino de Valencia por el rey Jaime I el Conquistador y todos sus sucesores, las autoridades de la ciudad no mostraron ninguna oposición al respecto. De acuerdo con el privilegio concedido en 1377 por el rey Pedro II el Ceremonioso.

"..la coronada ciudad de Valencia no puede tener más señor que el rey, sin que nadie pueda separarla de la real corona ni de derecho, ni de hecho, ni tan siquiera figurada o simbólicamente. En ese sentido, entre la persona titular de la real corona y la ciudad y Reino de Valencia no puede interponerse otra dignidad que signifique señorío alguno..".
extracto del texto

Dicho título no implicaba señorío o vasallaje directo sobre la ciudad -en ese momento ya ninguno lo tenía-, aunque simbólicamente sí lo representaba, lo que le confería el mismo valor de los ducados de Gandía o Segorbe, o cualquiera otra dignidad nobiliaria.
Ramón María Narváez y Campos murió el 23 de abril de 1868 sin descendencia directa, y sus títulos pasaron a su sobrino, José María de Narváez y Porcel. A partir de éste, los títulos se heredaron por asignación regular y legalmente, hasta el cuarto duque, José María de Narváez y Pérez de Guzmán el Bueno, con carta de sucesión de 1917. Sin embargo, ninguna de sus dos hijas legalizó la sucesión de los títulos a su muerte, y durante varios años, el de duque de Valencia, estuvo caducado por impago.
En 1993 fue rehabilitado a instancias de María Josefa de Narváez y Macías una de las hijas de José María de Narváez. Cuando se planteó la sucesión del título por parte de su heredero, Juan Narváez Díaz, en 1994, la Generalidad Valenciana, el Ayuntamiento de Valencia y la Sociedad Económica de Amigos del País, elevaron al Ministerio de Justicia una serie de escritos oponiéndose a que dicho ducado fuese concedido nuevamente con la denominación de Valencia.
Juan Narváez Díaz obtuvo dictámenes favorables de la Diputación de la Grandeza de España y del Consejo de Estado, por lo que pidió el título ante la Unidad de Títulos Nobiliarios, dependiente del Ministerio de Justicia en 2001. El ministerio respondió en junio de 2003 con una resolución negativa para el descendiente de Narváez, pero en diciembre de 2005 la Audiencia Nacional anuló la resolución de 2003 y ordenó al Gobierno expedir carta de sucesión del título de duque de Valencia en favor del solicitante. El 11 de julio de 2006 una orden promulgada por el Ministerio de Justicia expidió el título de v duque de Valencia en favor de Juan Narváez Díaz.

## Duques de Valencia
|                        | Titular                                          | Periodo                |
| Creación por Isabel II | Creación por Isabel II                           | Creación por Isabel II |
| ---------------------- | ------------------------------------------------ | ---------------------- |
| i                      | Ramón María Narváez y Campos                     | 1847-1868              |
| ii                     | José María de Narváez y Porcel                   | 1870-1890              |
| iii                    | José María de Narváez y del Águila               | 1890-1915              |
| iv                     | José María de Narváez y Pérez de Guzmán el Bueno | 1917-1941              |
| v                      | Luisa María de Narváez y Macías                  | 1942-1983              |
| vi                     | María Josefa de Nárvaez y Macías                 | 1993-1994              |
| vii                    | José Juan Narváez Díaz                           | 2006-2015              |
| viii                   | Abigail Narváez Rodríguez-Arias                  | 2016- actual           |

## Historia de los duques de Valencia
- Ramón María Narváez y Campos (m. 23 de abril de 1868), i duque de Valencia.[1]

Contrajo matrimonio el 24 de marzo de 1843 con María Alexandrine Tascher de la Pagerie (m. 23 de agosto de 1868). Sin descendientes. Le sucedió su sobrino:
- José María de Narváez y Porcel (1826-3 de enero de 1890), ii duque de Valencia, i marqués de Oquendo, ii vizconde de Aliatar.

Se casó el 26 de mayo de 1850 con María Josefa del Águila y Ceballos, Alvarado y Álvarez de Faria (1826-1888), xiii marquesa de Espeja, Le sucedió su hijo:
- José María de Narváez y del Águila (Loja, 1854-Madrid, 19 de diciembre de 1915), iii duque de Valencia, ii marqués de la Gracia Real, xiv marqués de Espeja, iv conde de la Cañada Alta, iii vizconde de Aliatar.

Se casó el 27 de noviembre de 1880 con María Luisa Pérez de Guzmán el Bueno y Gordón. Le sucedió su hijo:
- José María de Narváez y Pérez de Guzmán el Bueno (17 de octubre de 1885-14 de julio de 1941),[4] iv duque de Valencia, iii marqués de la Gracia Real, v marqués de Ovieco (por rehabilitación a su favor en 1917), v conde de la Cañada Alta, iv vizconde de Aliatar.

Se casó con María del Carmen Macías y Ramírez de Arellano, hija de Manuel Macías y Casado. Le sucedió su hija:
- Luisa María de Narváez y Macías (1912-9 de abril de 1983), v duquesa de Valencia, ii marquesa de Cartago, vi condesa de la Cañada Alta, v vizcondesa de Aliatar.

Contrajo matrimonio el 17 de octubre de 1937 con Antonio Cavero y Goicoerrotea, iv barón de Carondelet. Sin descendientes. Le sucedió su hermana:
- María Josefa de Nárvaez y Macías (1915-9 de marzo de 1994), vi duquesa de Valencia

Se casó con José María Díaz Trespalacios. Le sucedió su hijo:
- José Juan Narváez Díaz (1948-Cáceres, 21  de octubre de 2015), vii duque de Valencia.[5]

Se casó el 29 de marzo de 1972 con Paloma Rodríguez Arias y Espinosa. Le sucedió su hija:
- Abigail Narváez Rodríguez-Arias (1972-), viii duquesa de Valencia[6]